# جون دالي (لاعب كريكت بريطاني)
جون دالي (24 أكتوبر 1930 في المملكة المتحدة - 19 نوفمبر 2016)  (بالإنجليزية: John Dale)‏ هو لاعب كريكت بريطاني. لعب مع Kent County Cricket Club ‏ وLincolnshire County Cricket Club ‏.

## وصلات خارجية
- جون دالي على موقع إي آس بي آن كريك إنفو (الإنجليزية)